# Phyllonotus eversoni
Phyllonotus eversoni is een slakkensoort uit de familie van de Muricidae. De wetenschappelijke naam van de soort is voor het eerst geldig gepubliceerd in 1987 door D'Attilio, Myers & Shasky.